# Orbital 2
Pour les articles homonymes, voir Orbital (homonymie).
Albums de Orbital
Orbital 1
(1991) Snivilisation
(1994)
Orbital 2 aussi connu comme The Brown Album (afin de le différencier de Orbital premier du nom qui affiche une pochette verte et est aussi appelé The Green Album) est le deuxième album du groupe de musique électronique britannique Orbital, sorti en 1993.

## L'album
Débutant par un sample vocal provenant de Star Trek : La Nouvelle Génération (saison 2, épisode 13 : "Boucle Temporelle") et un faux crépitement de vinyle, l'album atteint la 28e place des charts britanniques.
Les titres Lush 3-1 et Lush 3-2 sont encore considérés comme des hymnes du mouvement rave. Le magazine Q le classe à la 90e place de son classement des meilleurs albums des années 1990.
Halcyon + On + On, remix du titre Halcyon de 1992, demeure un des titres les plus connus du groupe, apparaissant dans les films Hackers et Mortal Kombat de 1995.
Il fait partie des 1001 albums qu'il faut avoir écoutés dans sa vie.

### Titres
Tous les titres sont de Paul Hartnoll et Phil Hartnoll, sauf mention.
| 1.    | Time Becomes                  |                | 1:44  |
| 2.    | Planet of the Shapes          |                | 9:36  |
| 3.    | Lush 3-1                      |                | 5:40  |
| 4.    | Lush 3-2                      |                | 4:41  |
| 5.    | Impact (The Earth Is Burning) |                | 10:28 |
| 6.    | Remind                        |                | 7:58  |
| 7.    | Walk Now...                   |                | 6:49  |
| 8.    | Monday                        |                | 7:07  |
| 9.    | Halcyon + On + On             | Ed Barton (en) | 9:27  |
| 10.   | Input Out                     |                | 2:11  |
| 65:44 |                               |                |       |

### Musiciens
- Jonathan Coleclough : mixage, programmation
- Chris Daly : basse, programmation (basse)
- Paul Hartnoll : programmation
- Phil Hartnoll : programmation
- Kirsty Hawkshaw : voix (samplée sur Halcyon + On + On)
- Paul Helliwell : guitare
- Kevin Metcalfe : Scratching